# Эрикссон, Луи
Луи Эрикссон (швед. Loui Eriksson; род. 17 июля 1985, Гётеборг, Швеция) — шведский хоккеист, крайний нападающий клуба. Чемпион мира 2013 года в составе сборной Швеции.

## Карьера

### Ранние годы

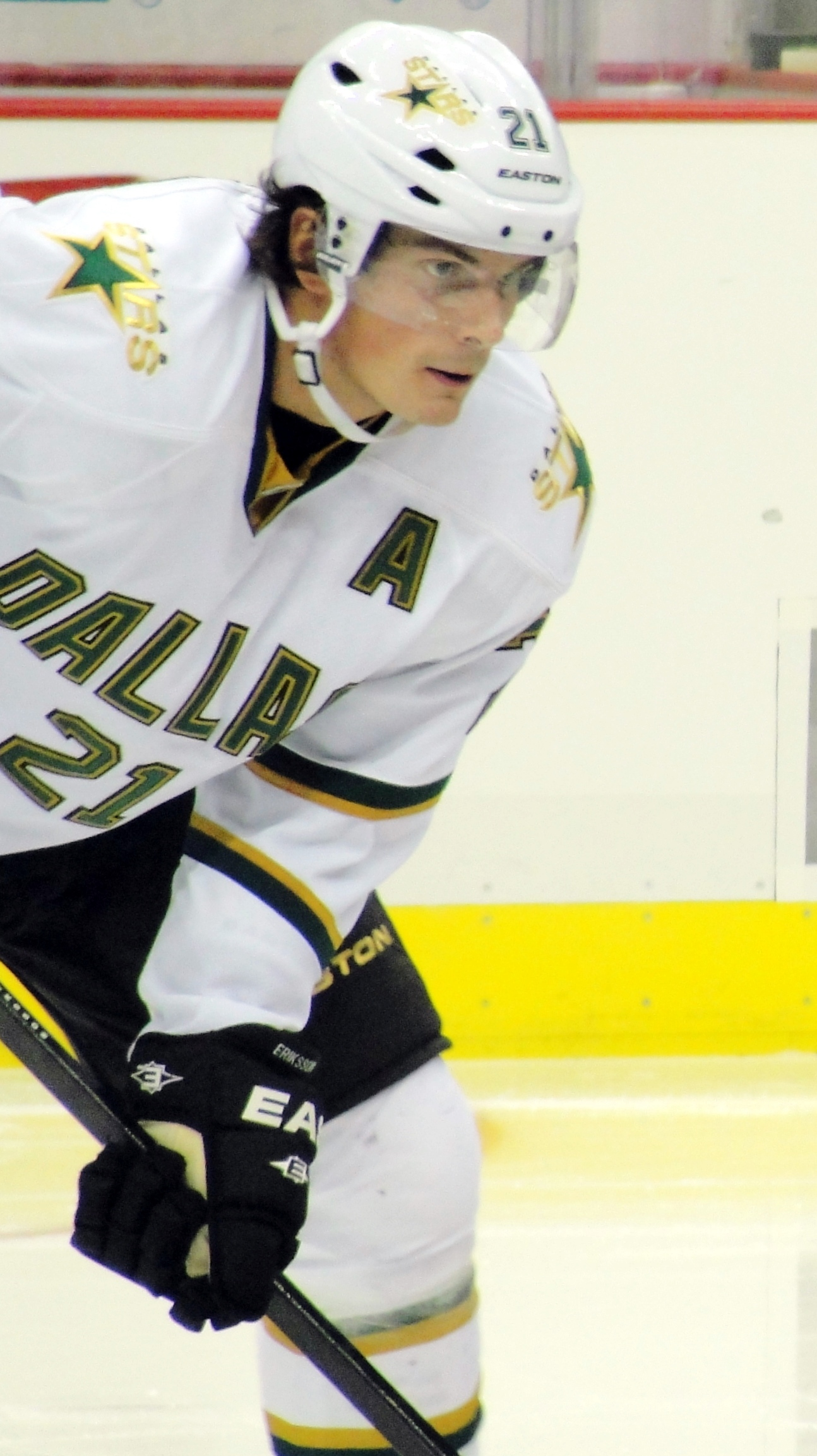
11 ноября 2011 года

Профессиональную карьеру Эрикссон начал в шведской Элитной серии, играя за клуб «Фрёлунда» из своего родного города Гётеборга. В первом сезоне в качестве игрока основного состава он стал лучшим новичком сезона в возрасте 18 лет, забив 8 голов и отдав 5 передач в 46 играх за клуб. На следующий год Эрикссон, набрав 14 очков (5 голов и 9 передач) в 39 играх, помог «Фрёлунде» стать чемпионом страны.

### Карьера в НХЛ
В 2003 году на драфте НХЛ Эрикссон был выбран во 2-м раунде под общим 33-м номером клубом «Даллас Старз». В 2005 году Эрикссон сыграл в двух предсезонных играх за «Даллас». Его профессиональный дебют в Северной Америке состоялся 6 октября 2005 года — в игре за фарм-клуб «Далласа», «Айова Старз», Эрикссон отдал свою первую голевую передачу.
Первый гол в НХЛ Эрикссон забил 4 октября 2006 года в своём дебютном матче против «Колорадо Эвеланш». В сезоне 2008-09 забил 36 голов, заняв 5-е место в западной конференции и 12-е в общем зачёте бомбардиров НХЛ. Кроме того, в этом сезоне Эрикссон был одним из трёх игроков «Далласа», сыгравших во всех 82 играх сезона.
По итогам сезона усилия Эрикссона были по достоинству оценены руководством команды. В результате он подписал новое, существенно более щедрое соглашение с командой, в соответствии с которым он получит 25,5 миллиона долларов за 6 лет.
В 2011 году Эрикссон принял участие в своём первом и пока единственном матче всех звёзд НХЛ, в котором он забил 2 гола и отдал 2 голевые передачи.
В 2013 году, в год 20-летия «Даллас Старз», Эрикссон был избран болельщиками «Далласа» в символическую сборную команды всех времён. Эрикссон стал одним из трёх действующих хоккеистов «Далласа», получивших подобное признание.
4 июля 2013 года был обменян в «Бостон Брюинз» на Тайлера Сегина и Рича Певерли.
После окончания контракта в статусе неограниченно свободного агента заключил 6-летний контракт с «Ванкувер Кэнакс» на сумму $ 36 млн.
22 февраля 2020 года забросил 250-ю шайбу за карьеру в НХЛ.
23 июля 2021 года был обменян в «Аризону Койотис» как часть сделки по трейду Оливера Экман-Ларссона и Коннора Гарленда в «Ванкувер».
6 декабря 2021 года сыграл свой 1000-й матч в регулярных сезонах НХЛ.

### Выступления в Европе
На время локаута в сезоне 2012/13 Эрикссон подписал соглашение с швейцарским ХК «Давос». В Швейцарии Луи провёл 7 матчей, забив 3 гола и отдав 3 результативные передачи.

## Достижения
- Серебряный призёр зимних Олимпийских игр (2014).
- Чемпион мира (2013).
- Серебряный призёр чемпионата мира (2011).
- Бронзовый призёр чемпионата мира (2009).
- Чемпион Швеции (2005).

## Статистика
| Легенда | Легенда                    | Легенда | Легенда                   | Легенда | Легенда    |
| ------- | -------------------------- | ------- | ------------------------- | ------- | ---------- |
| И       | Количество проведённых игр | Штр     | Штрафное время            | +/−     | Плюс-минус |
| Г       | Голы                       | П       | Голевые передачи          | О       | Очки       |
| -       | Статистика неизвестна      | —       | Статистика не учитывалась |         |            |